# Oxyurida
Oxyurida este un ordin de viermi nematozi, din clasa Secernentea, care cuprinde numai specii parazite ale animalelor nevertebrate și vertebrate, inclusiv a omului. Speciile parazite ale vertebratelor (familia Oxyuridae, Pharyngodonidae și Heteroxynematidae) trăiesc în colon, cecum sau rect. Speciile parazite ale insectelor (familia Thelastomatidae) trăiesc în intestin sau în tuburile lui Malpighi. La om parazitează două specii de oxiuri: Enterobius vermicularis și Enterobius gregorii .
Sunt viermi mici, de obicei transparenți, meromiariani, cu extremitate posterioară ascuțită. Corpul este scurt și robust. Au un faringe oxiuroid (= bulboid), care este prevăzut cu un bulb esofagian posterior caracteristic. Masculii au număr redus de papile caudale și de obicei un singur spicul. Femelele depun ouă mari embrionate adesea aplatizate pe o parte (de exemplu la Oxyuris). Sunt monoxeni (ciclu de dezvoltare are loc numai într-o singură gazdă).